# Jerome Isma-Ae
Jerome Isma-Ae er en tysk DJ, remixer og producer fra München. Han har turneret verden rundt som anerkendt trance-, house- og techno-DJ.
Jerome Isma-Ae ejer desuden pladeselskabet Jee Productions.